# Bocca degli Abati
Bocca degli Abati (... – prima del 1300) è stato un nobile fiorentino di fazione ghibellina, vissuto nel XIII secolo.

## Biografia
Figlio di Schiatta degli Abati, combatté tra i guelfi fiorentini nella Battaglia di Montaperti, e durante l'assalto delle truppe tedesche di Manfredi egli si trovava nella schiera della cavalleria guelfa vicino a Jacopo de' Pazzi che reggeva lo stendardo guidando la schiera. Quando qualcuno mozzò a quest'ultimo la mano per far cadere la bandiera, Bocca fu tra i sospettati di tradimento: con quell'atto la cavalleria guelfa rimase allo sbando e sgomentati di aver perso la direzione i guelfi si ritirarono, venendo sconfitti.
Bocca degli Abati, guelfo prima della battaglia, fu poi dopo la battaglia tra i ghibellini che vittoriosi rientrarono a Firenze; ma dopo la rivincita della parte guelfa egli venne semplicemente esiliato (1266), segno che non ci furono abbastanza prove per incolparlo del tradimento dello stendardo.

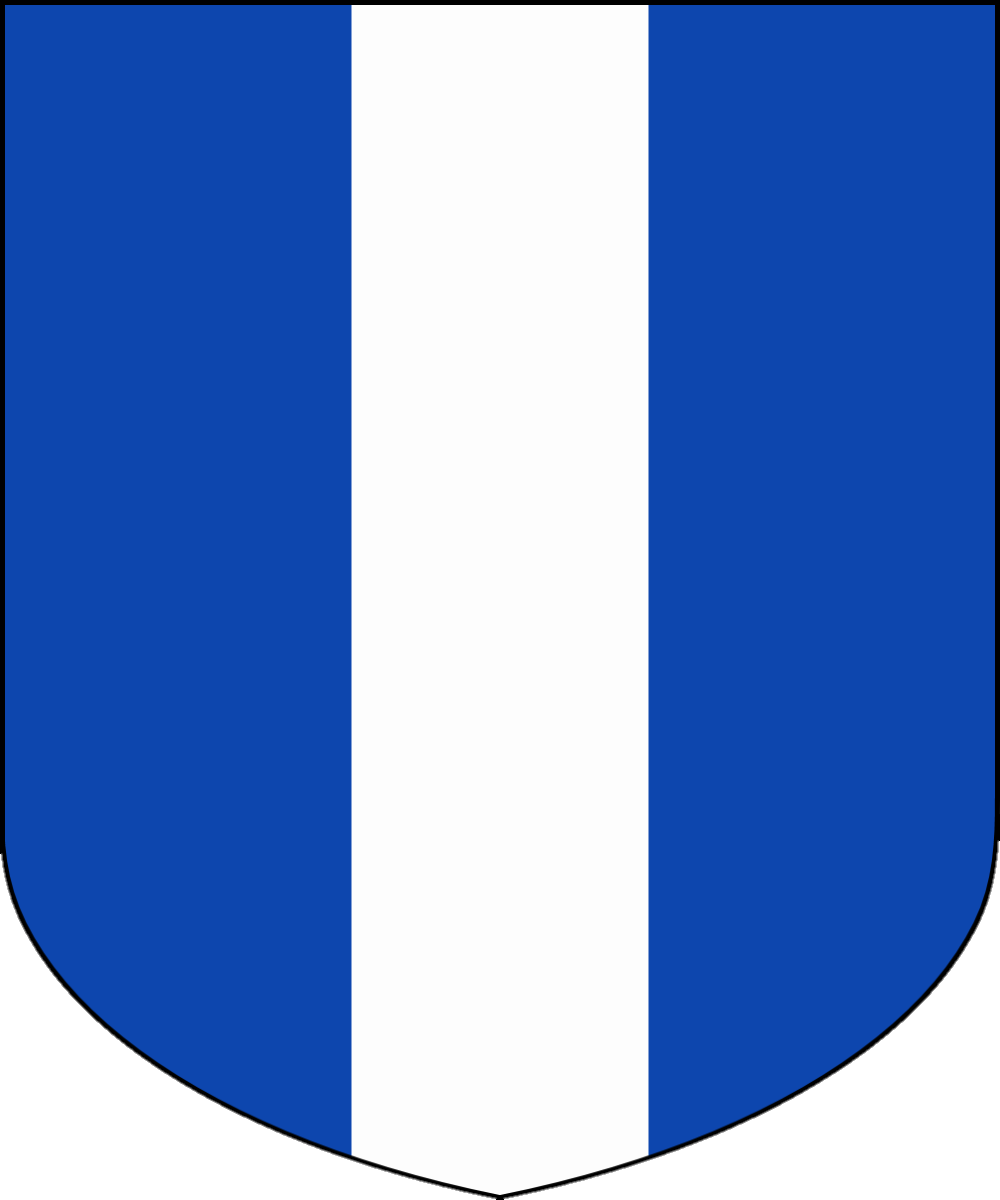
Stemma araldico di Bocca degli Abati (XIII secolo).

### Bocca e la Divina Commedia
Dante Alighieri accusa apertamente Bocca in uno degli episodi più crudi dell'Inferno, nel Canto XXXII: attraversando l'Antenora, la seconda zona del nono cerchio dove sono puniti i traditori della patria, Dante sbatte con il piede su una testa che sporge dal ghiaccio (egli stesso scrive che non sa spiegare se per sua volontà, per destino o per volontà divina), la quale impreca e fa un fugace accenno alla vendetta di Montaperti. Il che insospettisce Dante: il poeta chiede a Virgilio di aspettarlo un attimo, torna dal dannato,lo invita a dire il suo nome, ma al rifiuto deciso di questo (i due hanno un vero e proprio battibecco), Dante diventa violento e afferra il dannato per la collottola minacciandolo di strappargli i capelli e a un ennesimo rifiuto gliene tolse più d'una ciocca. A quel punto un altro dannato tradisce Bocca, rivelando a Dante il suo nome.
Prima che il poeta se ne vada soddisfatto di avere risolto l'enigma del traditore di Montaperti, lo stesso Bocca lo invita a portare nel mondo le notizie riguardanti il suo destino ultraterreno a condizione che riveli il nome di altri traditori lì presenti. Tra questi nomina:
- Buoso da Duera: è colui che rivela il nome di Bocca e che, nella vita terrena, fece passare i francesi verso il campo di battaglia di Benevento in cambio di denaro. La battaglia si concluse con la morte di Manfredi di Svevia.
- Tesauro dei Beccheria: la colpa che ebbe in vita fu quella di stringere alleanza con seguaci e amici di Ottaviano degli Ubaldini contro il cardinale stesso. Venne decapitato dai fiorentini che si basavano su accuse infondate come quella di tradimento.[2]
- Gianni de' Soldanieri: di parte ghibellina, alla sconfitta di Manfredi nella battaglia di Benevento passò dalla parte guelfa.
- Gano di Maganza (chiamato Ganellone), personaggio della Chanson de Roland: fu un paladino di Carlo Magno che tradì la patria svelando ai Saraceni come cogliere di sorpresa l'esercito dei Franchi di ritorno dalla Spagna. Per la sua colpa fu squartato e i suoi resti bruciati e buttati al vento.
- Tebaldello Zambrasi, ghibellino di Faenza: per vendicarsi di un'offesa che gli avevano fatto tradì i Lambertazzi ghibellini che si erano rifugiati a Faenza aprendo le porte ai bolognesi della famiglia dei Geremei.

quando un altro gridò: "Che hai tu, Bocca?
 non ti basta sonar con le mascelle,
 se tu non latri? qual diavol ti tocca?".

 "Omai", diss’io, "non vo’ che più favelle,
 malvagio traditor; ch’a la tua onta
 io porterò di te vere novelle".»
(Dante Alighieri, Divina Commedia, Inferno, XXXII, vv. 103-111)